# خليل كلفت
خليل كلفت مثقف وناشط يساري وناقد أدبي وكاتب قصة قصيرة وكاتب ومؤلف ومفكر سياسي واقتصادي ولغوي ومعجمي ومترجم مصري، ولد في النوبة بأسوان في مصر في 9 أبريل 1941.
خليل كلفت الكاتب والمترجم والإنسان، لا تتوقف قيمة ما أعطاه وأنتجه وأنجزه عند ترجمته الراقية لابداعات يودقيس العظيم، أو لاكتشافه للكاتب البرازيلى الأول ما شادوده اسيس في رائعتيه (دون كازمورو، والسرايا الخضراء)، أو قصصه القصيرة، ويعتبر ماشادوده اسيس عميد الأدب البرازيلى بلا منازع، وهو الأب الروحى لكافة الإبداعات البرازيلية الحديثة، ولا تتوقف ترجمات كلفت من اللغتين (الإنجليزية والفرنسية) عند حدود الأدب فقط بل تتعداها إلى ابداعات سياسية وفكرية لها حضور عالمي وحى ومشارك في تشكيل وصياغة اتجاهات الفكر السياسى العالمي، وزيادة على ذلك فالصديق خليل كلفت قد انشأ عددا من القواميس والمعاجم اللغوية المهمة، والتي لا غنى عنه لاى باحث، اشهرها (إلياس- هاراب التجاري، ومعجم تصريف الأفعال، وغيرها).
صدرت جميعها عن دار إلياس المتخصصة في هذا المجال، ويعتبر خليل كلفت في المجال اللغوى - عموماً - حجة قوية، واسهاماته العديدة في هذا الأمر ترشحه لذلك، وقد نشرها في مجلات (قضايا فكرية، وابن عروس)، وهي دراسات عن الازدواج اللغوى بين الفصحى والعامية، وتجدد النحو وتطويره، وتخليصه من كافة المعوقات التي تعرقل تطور ونمو اللغة ذاتها، ويجعلها متأخرة عن كل اللغات الأخرى الحية. يضاف إلى ذلك آان خليل كلفت بدأ حياته ناقدا حصيفا وواعيا، ونشر دراساته ومقالاته في جريدة المساء، التي كانت تصدر صفحة شبه يومية، وكان يشرف عليها الراحل الكبير عبد الفتاح الجمل، وكتب خليل عن الشاعر العراقي الكبير عبد الوهاب البياتي مجموعة مقالات صدرت في كتاب مستقل بعد ذلك في السبعينيات، وكتب عن الشاعر الفلسطيني توفيق زياد وبشر بأدباء المجلة وكتب مقالا كبيرا عنهم، قبل أن يصبحوا كتابا كبارا، أبرزهم سعيد الكفراوي وجار النبي الحلو، وخاض معركة ادبية أحدثت دويا كبيرا في اواخر الستينيات مع الكاتب الاردنى الجنسية، والذي اقام في مصر طويلا الراحل غالب هلسا، ونشر أيضا خليل بعض دراساته وابداعاته الشعرية، والقصصية في مجلة جاليرى 68، وهو يعتبر أحد الأعمدة النقدية الكبيرة في ذلك الوقت، ومن الواجب ان نقدم التحية للدكتور جابر عصفور الذي سارع باتخاذ اجراءات عاجلة لنشر كتابات خليل كلفت النقدية، والتي ستصدر عن المجلس الأعلى للثقافة. ولولا ان العمل السياسى خطف خليل كلفت من النقد الأدبي، لأبدع كثيرا في هذا المجال، ولكنه لم يستطع إلا ان يشارك في صياغة وجدانات وعقول جيل كامل، وكتب بقلم اسم مستعار عددا من الإبداعات السياسية
أهمها (الإقطاع والرأسمالية الزراعية في مصر - في عهد محمد على إلى عهد عبد الناصر) وقد ترجم هذا الكتاب إلى اللغة اليابانية، ونقله الباحث اليابانى ايجى ناجاساوا)، الذي ترجم أيضا سيرة عالم الاجتماع سيد عويس أيضا صدر لخليل دراسات أخرى عن أسلوب الإنتاج الآسيوي، والبورجوازية البيروقراطية، والقومية العربية)، وفي عام 1982 صدر له كتاب (الكارثة الفلسطينية)، منتقدا بعض الأفكار السياسية التي رآها آنذاك مدمرة للقوة الباقية للمقاومة.